# Unterbergla
Unterbergla est une ancienne commune autrichienne du district de Deutschlandsberg en Styrie.